# 21. п. н. е.

## Догађаји
- Марко Випсаније Агрипа се разводи од Октавијанове нећаке Клаудије Марцеле и жени његову ћерку Јулију Старију.
- Крај непријатељстава на граници римског Египта и Мероитског краљевства. Као резултат потписивања споразума на Самосу између Октавијана и краљице Аманирене, римски гарнизон је повучен из Примиса (Каср Ибрим), а утврђен је тачан износ харача који је Мероитски народ плаћао Риму
- Борба Агрипе са племенима Астура и Кантабријаца. Њихова коначна подређеност.
- Индија – послата је амбасада у Рим, трговачка делегација.